# Svartastjärnen (Sävars socken, Västerbotten)
Svartastjärnen är en sjö i Umeå kommun i Västerbotten och ingår i Sävaråns huvudavrinningsområde. Sjön har en area på 0,0743 kvadratkilometer och ligger 35 meter över havet. Sjön avvattnas av vattendraget Öxbäcken.

## Delavrinningsområde
Svartastjärnen ingår i det delavrinningsområde (709936-173080) som SMHI kallar för Namn saknas. Medelhöjden är 36 meter över havet och ytan är 0,25 kvadratkilometer. Det finns inga avrinningsområden uppströms utan avrinningsområdet är högsta punkten. Öxbäcken som avvattnar avrinningsområdet har biflödesordning 2, vilket innebär att vattnet flödar genom totalt 2 vattendrag innan det når havet efter 15 kilometer. Avrinningsområdet består mestadels av skog (57 procent) och sankmarker (14 procent). Avrinningsområdet har 0,07 kvadratkilometer vattenytor vilket ger det en sjöprocent på 28,5 procent.